# Adam Legzdins
Adam Richard Legzdins (Penkridge, 28 novembre 1986) è un calciatore inglese, portiere del Dundee.

## Carriera
Ha esordito in Football League Championship il 17 settembre 2011 disputando con il Derby County l'incontro vinto 2-1 contro il Nottingham Forest.
In seguito ha giocato anche nella prima divisione scozzese.

## Palmarès

### Club

#### Competizioni nazionali
- Scottish Championship: 1

Dundee: 2022-2023